# Varese Football Club 1947-1948
Questa voce raccoglie le informazioni riguardanti  il Varese Football Club nelle competizioni ufficiali della stagione 1947-1948.

## Rosa
| N. |                   | Ruolo | Calciatore        |
| -- | ----------------- | ----- | ----------------- |
|    | Italia (bandiera) | A     | Luciano Alghisi   |
|    | Italia (bandiera) | D     | Luigi Asti        |
|    | Italia (bandiera) | D     | Carlo Belloni     |
|    | Italia (bandiera) | C     | Franco Brocchetta |
|    | Italia (bandiera) | C     | L. Campi          |
|    | Italia (bandiera) | C     | Giuseppe Castelli |
|    | Italia (bandiera) | C     | Egidio Cattaneo   |
|    | Italia (bandiera) | D     | L. Cavattoni      |
|    | Italia (bandiera) | A     | Enrico Cerutti    |
|    | Italia (bandiera) | C     | Giovanni Comotti  |
|    | Italia (bandiera) | P     | Carlo Facchini    |

| N. |                   | Ruolo | Calciatore       |
| -- | ----------------- | ----- | ---------------- |
|    | Italia (bandiera) | D     | Luigi Ferrari    |
|    | Italia (bandiera) | C     | Giorgio Granata  |
|    | Italia (bandiera) | A     | Maderna          |
|    | Italia (bandiera) | A     | Masini           |
|    | Italia (bandiera) | A     | Bruno Micheloni  |
|    | Italia (bandiera) | A     | G. Mollica       |
|    | Italia (bandiera) | C     | F. Paravano      |
|    | Italia (bandiera) | A     | Roberto Ronconi  |
|    | Italia (bandiera) | C     | G. Sacchi        |
|    | Italia (bandiera) | A     | Piero Trapanelli |